# Sanctorum, Tlaxcala
Sanctorum är en kommunhuvudort i Mexiko.   Den ligger i kommunen Sanctórum de Lázaro Cárdenas och delstaten Tlaxcala, i den sydöstra delen av landet, 70 km öster om huvudstaden Mexico City. Sanctorum ligger 2 742 meter över havet och antalet invånare är 4 488.
Terrängen runt Sanctorum är kuperad västerut, men österut är den platt. Runt Sanctorum är det ganska tätbefolkat, med 65 invånare per kvadratkilometer. Närmaste större samhälle är Calpulalpan, 14,7 km nordväst om Sanctorum. Omgivningarna runt Sanctorum är en mosaik av jordbruksmark och naturlig växtlighet.